# 徳江順一郎
徳江 順一郎（とくえ じゅんいちろう）は日本の観光学者。東洋大学准教授。桜美林大学・高崎経済大学・産業能率大学兼任講師。専門はホスピタリティ、マーケティング、ホテル経営学。

## 略歴
- 1991年 - 聖光学院高等学校卒
- 1996年 - 上智大学経済学部卒
- 1999年 - 早稲田大学大学院商学研究科修了
- 2007年 - 産業能率大学講師
- 2008年 - 高崎経済大学講師
- 2010年 - 桜美林大学講師
- 2012年 - 東洋大学准教授

## 著書
- 『サービス＆ホスピタリティ・マネジメント』（産業能率大学出版部 2011年）
- 『ホスピタリティ・マネジメント』（同文館出版 2012年）
- 『ホテルと旅館の事業展開』（創成社 2013年）
- 『ソーシャル・ホスピタリティ』（産業能率大学出版部 2013年）
- 『ホテル経営概論』（同文館出版 2013年）